# Danville, Vermont
Danville är en kommun (town) i Caledonia County i delstaten Vermont i USA. Vid folkräkningen år 2000 bodde 2 211 personer på orten. Den har enligt United States Census Bureau en area på totalt 158,4 km², varav 0,7 km² är vatten. 